# Magdalene
Magdalene (The Magdalene Sisters) è un film del 2002 scritto e diretto da Peter Mullan. Presentato quell'anno in anteprima mondiale a Venezia, è stato premiato con il Leone d'oro.

## Trama
Irlanda, la storia ha inizio nel 1964 ed è incentrata su tre ragazze (Bernadette, Margaret e Rose) mandate presso il convento gestito da suor Bridget, madre superiora dell'ordine, ad espiare i loro presunti peccati: Margaret viene violentata dal cugino durante un matrimonio; Bernadette, orfana, attraente e civettuola suscita l'attenzione dei ragazzi; Rose invece è una ragazza madre. Le ragazze, che nel frattempo legano con le altre già presenti, sperimentano sulla loro pelle l'emarginazione dalla società e i soprusi perpetrati dai rappresentanti religiosi che non devono rispondere a nessuno del loro operato. Una dopo l'altra le ragazze proveranno, con esiti diversi, la via della fuga e la denuncia di quanto hanno dovuto subire nel corso degli anni. Ci riusciranno: Margaret grazie all'intervento del fratello che, cresciuto, la riporterà a casa, Bernadette e Rose in maniera assai rocambolesca, fuggendo dall'Istituto proprio la notte in cui Margaret viene portata via.
Alla fine del film apprendiamo che quest'ultima è diventata insegnante e non ha voluto sposarsi, mentre Rose e Bernadette si sono sposate e Rose ha potuto riabbracciare il figlio dato in adozione tanti anni prima. Crispina, disabile e schiava sessuale di un sacerdote (svergognato in una precedente scena per il contributo inconsapevole di Margaret), viene rinchiusa in un ospedale psichiatrico dove cade in stato di totale catatonia e muore rifiutando di mangiare. Una, ragazza trattenuta nella Casa Magdalene contro la sua volontà, riesce a fuggire. Subito dopo è suo padre a ricondurla nell'istituto, picchiandola a sangue, costringendo la figlia a rimanerci per espiare i peccati di cui si era macchiata, minacciandola qualora osasse fuggire nuovamente. La ragazza decide infine di prendere il velo per non dover più subire le umiliazioni cui sono sottoposte le altre ragazze.

## Produzione
Il regista Peter Mullan appare in una scena del film interpretando Mr. O'Connor, il padre di Una.

## Distribuzione
Il film venne presentato al pubblico italiano il 30 agosto 2002 (lo stesso giorno della presentazione al festival di Venezia). Mentre nei due paesi coproduttori uscì rispettivamente il 25 ottobre 2002 in Irlanda e solamente 21 febbraio 2003 nel Regno Unito. Ancora più lontana la data di distribuzione negli Stati Uniti: 29 agosto 2003.

## Contesto
Il regista si è ispirato al documentario Sex in a Cold Climate di Steve Humphries sui soprusi subiti da ragazze e giovani donne, rinnegate dalle loro famiglie oppure orfane, che si macchiavano di quelli che erano giudicati peccati molto gravi per la benpensante comunità cattolica irlandese. Per espiare le loro colpe e ritrovare dignità agli occhi della comunità, le giovani venivano inviate presso conventi devoti alla Maria Maddalena, le Case Magdalene appunto, ove venivano impiegate soprattutto come lavandaie non retribuite.
Il clima di sottomissione e l'isolamento nel quale le giovani erano costrette a vivere fungeva spesso da paravento oltre il quale si celavano episodi di violenza e maltrattamenti. Le lavanderie all'interno dei conventi della Maddalena andarono diminuendo man mano che il progresso rendeva obsoleto l'utilizzo della manovalanza. L'ultima di queste strutture chiuse i battenti nel 1996.

## Riconoscimenti
- 2002 - Festival di Venezia
  - Leone d'oro al miglior film
- 2003 - Premio BAFTA
  - Candidatura Miglior film a Francesca Higson, Peter Mullan
  - Candidatura Miglior sceneggiatura originale a Peter Mullan
- 2003 - Premio César
  - Candidatura Miglior film straniero
- 2003 - Festival di Taormina
  - Candidatura Arancio d'oro al miglior film
  - Candidatura Aurelio d'argento alla miglior sceneggiatura a Peter Mullan
- 2003 - Critics' Choice Award
  - Candidatura Miglior film straniero